# Epiphyllum crenatum
Az Epiphyllum crenatum egy közép-amerikai eredetű epifita kaktusz, melyet nagy virágai és könnyű kezelhetősége miatt széles körben termesztenek. Nagyon jelentős hatással volt az × Epicactus hibridek nemesítésében, közel az összes sárga, fehér, krémszínű és narancssárga forma létrehozásában.

## Elterjedése és élőhelye
Mexikó: Oaxaca és Chiapas államok; Honduras, Guatemala. Epifitikus és litofitikus nedves, vagy néha tölgyerdőkben 1330–2330 m tengerszint feletti magasságban.

## Jellemzői
Bokros növekedésű, idősen lecsüngő epifita, szárai erőteljesek és merevek, 20–30 mm szélesek, széleik mélyen, tojásdadan karéjosak, a középér keskeny. Areolái a hajtások tövén gyakran sertéket és szőröket hordoznak. Virágai nappal nyílnak, 120 mm szélesek, erősen illatosak, krémfehérek némi sárgás árnyalattal. A pericarpium 20 mm hosszú pikkelyekkel borított. A tölcsér 100–120 mm hosszú, karcsú, egyenes pikkelyek borítják, hosszuk 30 mm. Külső szirmai 60 mm hosszúak. A porzók sárgák, a bibe fehér. A virágok a nemzetség sok fajával ellentétben nappal is nyitva maradnak.

## Története
A fajt először 1839-ben gyűjtötte Georges Ule Skinner Hondurasban. A gyűjtött példányokat Sir Charles Lemon számára továbbította, aki 1843-ban sikeresen virágoztatta a növényeket. 1844-ben bemutatták a Horticultural Society's Garden kiállításán, ahol nagydíjat kapott. Első leírója, Lindley a fajt Antiqua-i eredetűnek vélte. Az Epiphyllum crenatum a legfontosabb Epiphyllum faj, melyet az X Epicactus hibridek létrehozásánál felhasználták szülőfajként, ezek a hibridek nagyrészt Disocactus géneket hordoznak.

## Rokonsági viszonyai
Az Epiphyllum anguliger és Epiphyllum laui fajjal alkot fajcsoportot, melyek hasonlóképp nappal vagy több napon keresztül virágoznak, és csíranövényeiken juvenil forma jelenik meg. Néhányan e tulajdonságaik, valamint Disocactus fajokkal való könnyű keresztezhetőségük miatt szorosabb rokonságukat is felvetették már az utóbbi nemzetséggel.

## Változatok
Újabban felfedezett alfaja az Epiphyllum crenatum subsp. kimnachii alakkörébe sorolják a dísznövényként elterjedt, korábban hibrid eredetűnek vélt és Epiphyllum ’Cooperii’ névvel jelölt változatát.
- Epiphyllum crenatum ssp. crenatum 'Chichicastenago' hort.: Guatemalából származó forma, mely az alapfajtól abnormálisan kevés és rendezetlenül sorakozó karéjaival különbözik. Virágai nappal nyílnak, 190–290 mm hosszúak, az alapfajéval megegyező alakúak, néha kissé sárgásabb árnyalatúak.
- Epiphylum crenatum ssp. crenatum 'Kinchinjunga': Mexikó, Guatemala, El Salvador és Honduras területén elterjedt alak, a pericarpiumon kevés erőteljes pikkely fejlődik, néhány tövis fejlődhet a pikkelyek hónaljában, a külső szirmok a tölcsér csúcsán erednek.